# Harper’s Magazine

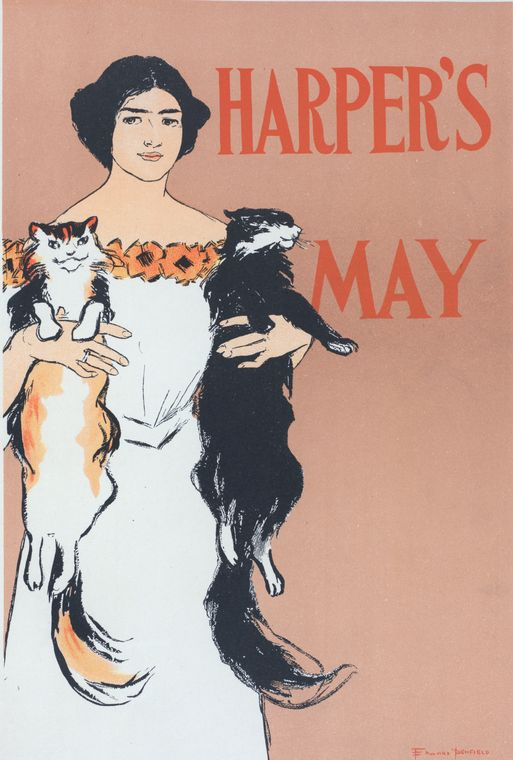
Werbeplakat von Edward Penfield für die Ausgabe vom Mai 1897

Harper’s Magazine ist nach dem Scientific American die zweitälteste Zeitschrift in den Vereinigten Staaten von Amerika, die durchgängig herausgegeben wurde. Sie erscheint monatlich.

## Geschichte
Das Magazin erschien von Juni 1850 bis November 1900 unter de Titel Harper’s New Monthly Magazine, von Dezember 1900 bis Mai 1939 unter dem Titel Harper’s Monthly Magazine. Seit Juni 1939 erscheint das Magazin unter dem bis heute aktuellen Titel Harper’s Magazine.
Die erste Ausgabe vom Juni 1850 wurde mit einer Auflage von 7 500 Exemplare von dem New Yorker Verlag Harper & Brothers gedruckt. Sie war sofort vergriffen. Innerhalb eines halben Jahres wurde eine Auflage von 50 000 Exemplaren erreicht.
Die ersten Ausgaben bestanden weitgehend aus Texten, die schon in England publiziert worden waren, aber bald wurde damit begonnen, die Werke amerikanischer Künstler und Autoren zu veröffentlichen – unter anderem von Horace Greeley, Horatio Alger, Stephen A. Douglas, Winslow Homer, Mark Twain, Frederic Remington, Theodore Dreiser, John Muir, Booth Tarkington, Henry James, William Dean Howells und Jack London.
Die Zeitschrift berichtete über wichtige Ereignisse der Zeit wie die Veröffentlichung von Herman Melvilles Roman Moby-Dick, die Verlegung des ersten transatlantischen Telefonkabels, die neuesten Entdeckungen Thomas Edisons und die Fortschritte bei den Frauenrechten.
Später schrieben Woodrow Wilson und Winston Churchill Beiträge, noch lange bevor sie bedeutende Politiker wurden. Theodore Roosevelt schrieb für Harper’s Magazine, ebenso wie Henry L. Stimson, als er den Abwurf der Atombombe über Hiroshima rechtfertigte. In den 1970er Jahren druckte Harper’s Magazine den investigativen Bericht des Journalisten Seymour Hersh über das My Lai Massaker und widmete eine ganze Ausgabe Norman Mailers The Prisoner of Sex.
1962 fusionierte Harper & Brothers mit Row, Peterson, & Company zu Harper & Row, 1990 änderte sich der Name nach einer weiteren Fusion zu HarperCollins. Die Zeitschrift wurde später in ein eigenständiges Unternehmen ausgegliedert und eine Abteilung der Minneapolis Star and Tribune Company. Als 1980 das Mutterunternehmen ankündigte, die Veröffentlichung von Harper’s Magazine einzustellen, drängten John R. MacArthur und sein Vater Roderick die John D. and Catherine T. MacArthur Foundation und die Atlantic Richfield Company, die Harper’s Magazine Foundation zu gründen, die nun die Zeitschrift verlegt.
1971 wurde Lewis H. Lapham Chefredakteur von Harper’s Magazine.
MacArthur war Präsident der Stiftung und zum Herausgeber geworden, als er 1984 zusammen mit Lapham Harper’s Magazine neu gestaltete.

## Zugang
Harper’s Magazine wird im deutschsprachigen Raum von den größeren wissenschaftlichen Bibliotheken und von einschlägigen Fachbibliotheken gesammelt. Auch das Deutsche Exilarchiv der Deutschen Nationalbibliothek in Frankfurt am Main sammelt Harper's für den Zeitraum von 1939 bis 1950. Am Standort Leipzig gibt es einen Bestand von 1935 bis 1950 mit Lücken.
Retrodigitalisate von Harper’s Magazine sind in mehreren Online-Archiven frei zugänglich, darunter Wikimedia Commons und das Internet Archive, wenn auch mit einigen Lücken, was vorwiegend urheberrechtliche Gründe hat. Für Benutzer mit Wohnsitz in Deutschland besteht eine Nationallizenz für den Zugriff auf den Volltext der Zeitschrift für alle Jahrgänge bis einschließlich 2000 über Periodicals Archive Online von ProQuest.